# Charles de Harlez

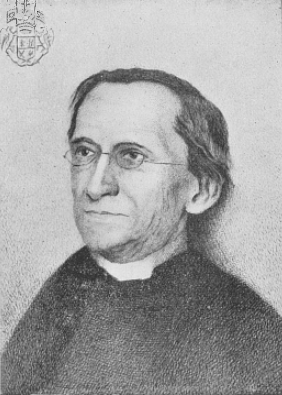
Charles de Harlez.

Charles de Harlez, voluit Simon Joseph Nicolas Charles de Harlez de Deulin (Luik, 21 augustus 1832 - Leuven, 14 juli 1899) was een Belgisch oriëntalist en rooms-katholiek priester.

## Levensloop
De Harlez behoorde tot een notabele familie uit het prinsbisdom Luik, onder wie Guillaume de Harlez, die in 1762 in de adel werd opgenomen. Na het herstel van de adel, werd Conrard de Harlez (1784-1858) in de adel van het Verenigd Koninkrijk der Nederlanden erkend, met de titel ridder, overdraagbaar op al zijn mannelijke nakomelingen. Hij was getrouwd met Thérèse de Reul (1798-1855). Charles was de jongste van hun drie kinderen.
Na zijn middelbare opleiding studeerde De Harlez Rechten aan de Universiteit van Luik. Hij promoveerde tot doctor in de rechten in 1855. Ondanks zijn succesvolle studieverloop die hem een goede juridische carrière in het vooruitzicht stelde, volhardde hij hierin niet maar nam de studie in de theologie op. Hij trad in het seminarie binnen en werd in 1858 tot priester gewijd.
Hij werd directeur van het Collège St-Quirin in Hoei (1858-1861) en van de École Normale des Ecclésiastiques in Leuven (1862-1865). Zijn delicate gezondheid bracht mee dat hij zich terugtrok in het familiekasteel in Deulin (1865-1871) en zich wijdde aan de studie van Oosterse talen.
In 1871 werd hij, met de steun van zijn bisschop De Montpellier, benoemd tot professor aan de oriëntalistieke afdeling van de Katholieke Universiteit Leuven en legde hij zich toe op de studie van de zoroastristische heilige schrift, de Avesta, waarvan hij in 1875-77 een vertaling uit het Perzisch publiceerde.

## Professoraat
In 1883 ging De Harlez over naar de nieuwe afdeling van de taal en literatuur van China. In deze afdeling hield hij zich voornamelijk bezig met kwesties rond de oude Chinese religie. In deze tijd richtte hij het tijdschrift Muséon op, waar hij ook veel artikelen in publiceerde. In de jaren 1890 publiceerde hij een serie teksten over het taoïsme en in 1897 publiceerde hij de eindversie van zijn vertaling in het Frans van het Boek der Veranderingen (I Tjing).
Hiernaast hield hij zich bezig met andere studie en werd hij professor Sanskriet en schreef hij een handboek Sanskriet voor zijn studenten. Ook hield hij zich bezig met Mantsjoe en schreef ook voor deze taal een handboek.
Tijdens zijn verblijf in Leuven floreerde de afdeling Oriëntalistiek en werd hem, bij zijn vijftig jaar professoraat een Mélanges Charles de Harlez (Leyden, 1896) aangeboden, een verzameling van meer dan vijftig wetenschappelijke artikelen van wetenschappers uit allerlei verschillende landen.
Verder hield hij zich bezig met het Tibetaans sjamanisme en met de religie en het hiërogliefschrift van de Rongorongo, de bevolking van Paaseiland.
De Harlez had een algemene linguïstische belangstelling, inclusief voor het Nederlands. Hierdoor volgde hij wat gebeurde op de Nederlandse Taalcongressen.
Hij bewonderde het werk van Guido Gezelle, die in zijn tijdschrift Loquela oude Vlaamse woorden verzamelde. In 1884 publiceerde Gezelle in Le Muséon.

## Politiek
Ook op het politieke vlak liet de Harlez zich gelden. Hij liet zich kennen als een sociaal bewogen man, voorloper van Rerum Novarum en van de Luikse Sociale Congressen. Hij was wel voorstander van de eenheid binnen de katholieke partij, maar steunde toch vooral de christendemocratische stroming. Hij vergaderde in zijn woning met de christendemocratische voormannen Arthur Verhaegen, Jules Renkin en Henry Carton de Wiart.
De Harlez was ook een van de ondersteuners van priester Adolf Daens in zijn strijd voor de christendemocratie. Hij kwam verschillende keren voor hem tussen bij bisschop Antoon Stillemans en bij kardinaal Petrus Lambertus Goossens.

## Eerbetoon
- De Harlez werd huisprelaat van de paus.
- Hij werd erekanunnik van de Luikse kathedraal.
- Hij werd lid van de Académie royale de Belgique.

## Publicaties
De Harlez publiceerde minstens een honderdtal boeken en artikels, waaronder:
- Yavesta, livre sacré du Zoroastrisme, traduction, accompagné de notes interprétatives et explicatives' (1875).
- Yi-hing ou Livre des mutations (1889), over de klassieke Chinese schrijvers.
- Penseurs taoïstes, textes choisis (1891).
- École philosophique de la Chine, ou le Système de la Nature (1893), over de neo-confuciaanse filosofen uit de periode van de Song.